# طوق البنات (الجزء الثالث)
طوق البنات الجزء الثالث هو جزء تكملة للمسلسل سوري طوق بنات تم عرضه في 19 ديسمبر  2015.

## قصة
تدور احداث الجزء الثالث عن محاولة أبو طالب لاكتشاف الخائن الذي يسبب له المشاكل في الحارة ويحاول ان يضر عائلته. يبحث حمزة عن الفتاة التي احبها بعد ان اختفت هي وابوها. اما ام طالب واخوات مريم فيحاولون ايجاد طريقة لمساعدة مريم للشفاء من السحر والعودة لزوجها	

## طاقم العمل
| الممثلين    | الدور       |
| ----------- | ----------- |
| رشيد عساف   | أبو طالب    |
| تاج حيدر    | مريم        |
| يامن حجلي   | حمزة        |
| هيا مرعشلي  | مال الشام   |
| روعة السعدي | صالحة       |
| إمارات رزق  | لمعات خانوم |
| رضوان عقيلي | مراد        |
| ليلى جبر    | أم طالب     |
| جوان الخضر  | حسان        |
| علي سكر     | طلال        |
| وسيم الرحبي | طاهر        |
| محمد الحمصي |             |
| ريم معروف   |             |
| أشرف غيبور  |             |
| محمد حسن    | نعيم        |